# Golčův Jeníkov město
Golčův Jeníkov město je železniční zastávka v Golčově Jeníkově, která se nachází v km 264,200 trati Kolín – Havlíčkův Brod, která je v jízdním řádu pro cestující označen číslem 230. Provoz zde byl zahájen v roce 1894.
V roce 2024 zastávku obsluhovaly osobní vlaky a rychlíky Českých drah na lince R9 mezi Prahou a Brnem.

## Popis zastávky
Zastávka leží mezi stanicemi Golčův Jeníkov a Vlkaneč. Nacházejí se zde dvě nástupiště o délce 200 metrů (u každé z kolejí jedno) s přístřešky pro cestující. Obě nástupiště mají nástupní hranu ve výšce 550 milimetrů nad temenem kolejnice. Přístup na nástupiště je zajištěn po přístupových chodnících od blízkého železničního přejezdu P3706. Na nástupišti u druhé koleje se nachází vnitrostátní pokladna Českých drah a zásilkový výdejní box.
Od roku 2016 je zde nainstalován informační systém HIS-VOICE, ovládaný z dopravní kanceláře ve stanici Golčův Jeníkov.

## Galerie

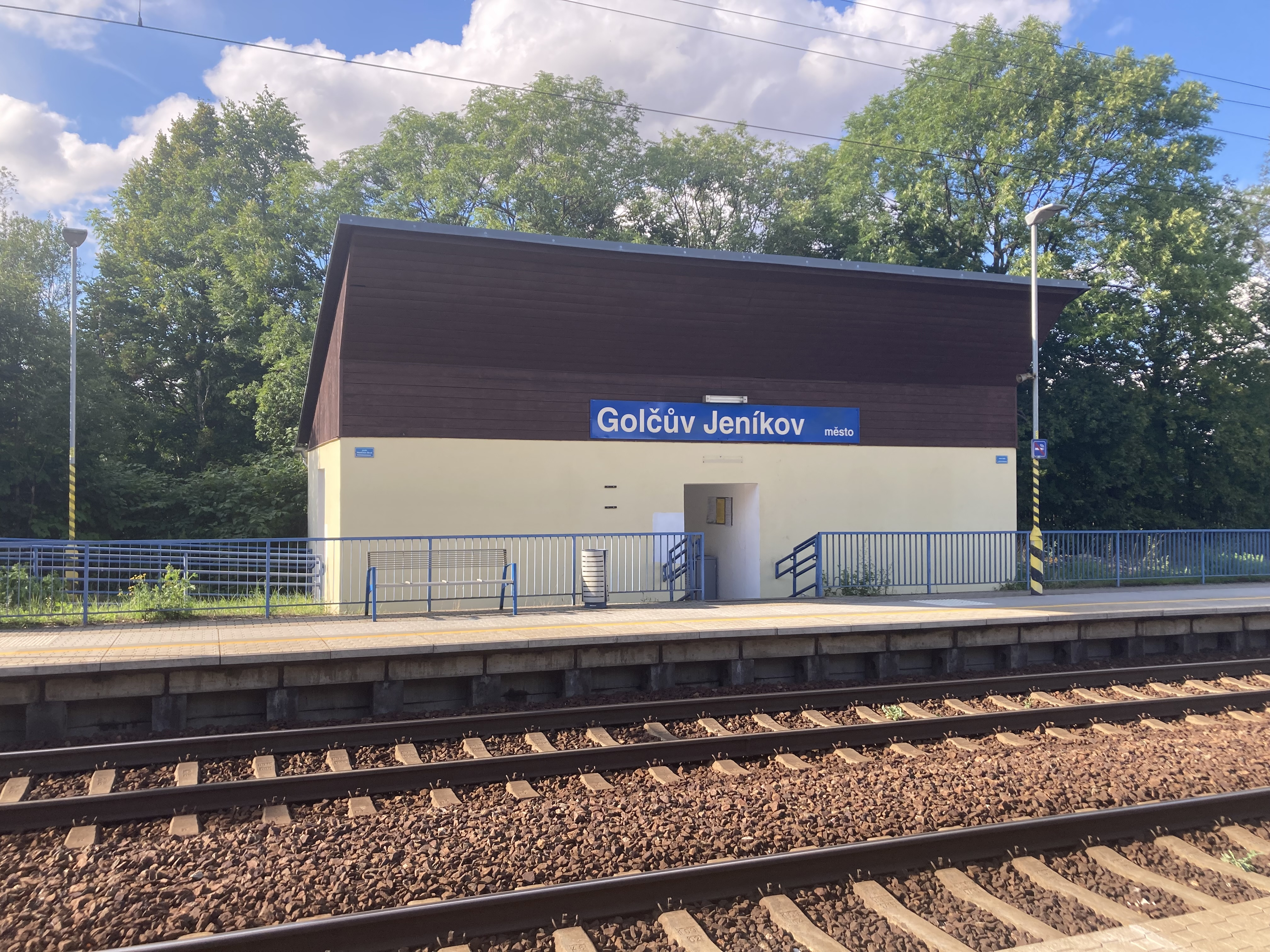
přístřešek na 1. nástupišti
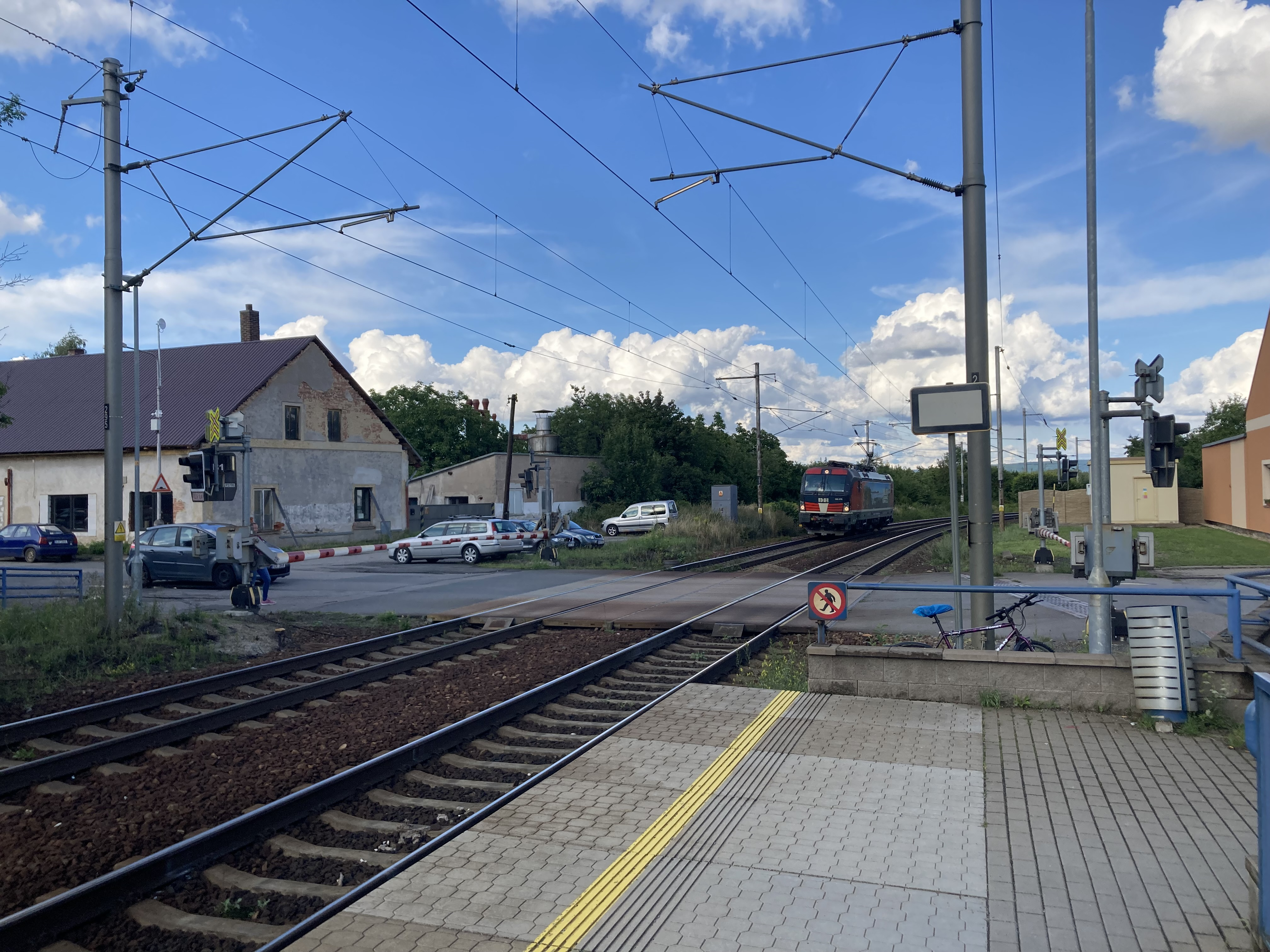
přejezd P3706 u zastávky
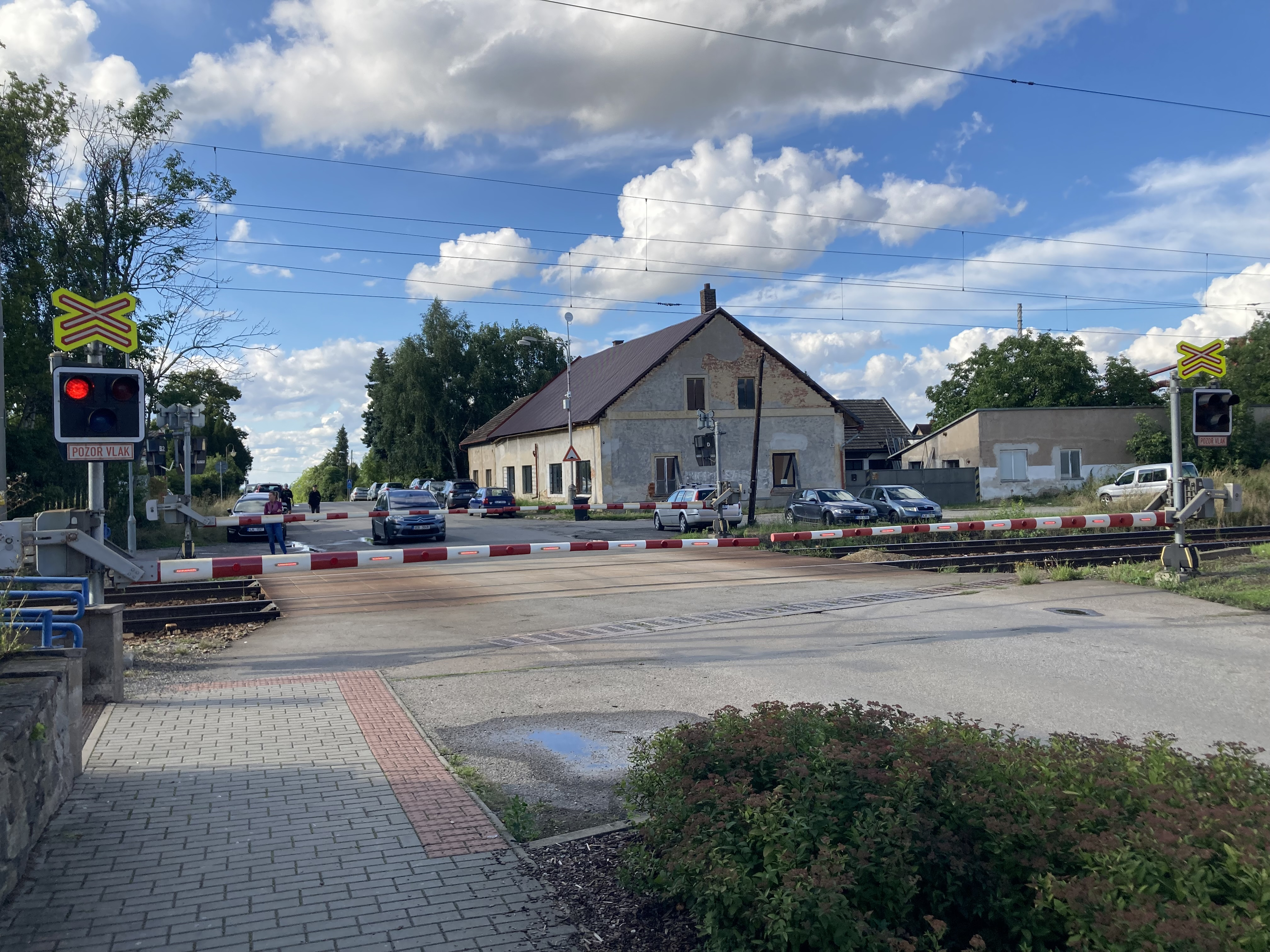
pohled na přejezd z Mírové ulice